# Piotr Kuna
Piotr Bolesław Kuna (ur. 9 czerwca 1956 w Sieradzu) – polski lekarz, profesor medycyny w zakresie chorób wewnętrznych i alergologii.

## Życiorys
Studiował na Akademii Medycznej w Łodzi, uzyskując dyplom z wyróżnieniem i tytuł zawodowy lekarza medycyny w 1981 roku. Doktoryzował się na tej samej uczelni (również z wyróżnieniem) 17 listopada 1987 roku na podstawie pracy: Wpływ antygenów bakteryjnych na wytwarzanie czynnika uwalniającego histaminę (HRF) przez komórki jednojądrzaste chorych na astmę oskrzelową nieatopową. Następnie habilitował się 24 maja 1994 roku, dzięki pracy: Udział chemokin w mechanizmie uwalniania histaminy z bazofilów. Prezydent RP Aleksander Kwaśniewski dnia 28 grudnia 1998 roku nadał Piotrowi Kunie  tytuł naukowy profesora medycyny.
Specjalizacje z dziedziny chorób wewnętrznych uzyskiwał w latach 1984 i 1988 (pierwszy oraz drugi stopień), natomiast z alergologii – w 1996 roku. W latach 1982–1998 zajmował stanowiska, począwszy od asystenta, aż do profesora nadzwyczajnego, w Klinice Pneumonologii i Alergologii Akademii Medycznej w Łodzi. W latach 1999–2002 zastępca, a od 2002 do 2005 roku dyrektor Instytutu Medycyny Wewnętrznej Akademii Medycznej oraz Uniwersytetu Medycznego w Łodzi. Od 1 października 2002 do 30 czerwca 2019 dyrektor Samodzielnego Publicznego Zakładu Opieki Zdrowotnej Uniwersyteckiego Szpitala Klinicznego nr 1 im. Norberta Barlickiego Uniwersytetu Medycznego w Łodzi, a następnie koordynator do spraw badań naukowych. W ciągu czterech lat od objęcia stanowiska dyrektora szpital spłacił wszystkie długi i rozwiązał liczne problemy pracownicze.
Członek m.in. Polskiego Towarzystwa Alergologicznego, Polskiego Towarzystwa Ftyzjopneumonologicznego, Towarzystwa Internistów Polskich, American Academy of Allergology, Asthma and Immunology, American Academy of Allergology oraz Clinical Immunology.
Odznaczony m.in. Złotym Krzyżem Zasługi oraz licznymi nagrodami rektorskimi.